# Steinhaufengrab
Die Steinhaufengräber (dänisch Stendyngegrave) der Jungsteinzeit (nicht zu verwechseln mit den Steinhügelgräbern aus späterer Zeit) sind die mysteriösesten Anlagen in Dänemark. Sie wurden zwischen 3100 und 2800 v. Chr., also in der Endphase der Trichterbecherkultur (TBK) erbaut. Sie bestehen aus mit Steinen gefüllten, zumeist paarweise und in Reihen mit Längen bis zu zwei Kilometern angelegten Grubenkomplexen, zumeist neben einer kleinen Totenhütte (dänisch dødehus). Mitunter nehmen die Gruppierungen die Form von Ochsengespannen an (zwei kleinere parallele Gruben, dahinter eine große), die sich auf einem Treck befinden (Bondesgårde, bei Torsted in Westjütland).
Nachdem der Bau der Großsteingräber abgeklungen war, wurden die Anlagen für Bestattungen nachgenutzt. Aber dies war nicht in allen Landesteilen der Fall. Die Steinhaufengräber kennt man nur in Jütland. Dabei ist unklar, ob Steinhaufengräber tatsächlich Gräber waren, denn es wurden in ihnen keine Gebeine gefunden. Das kann auf die sandigen, kieselsäurehaltigen Böden Jütlands zurückgeführt werden. Steinhügelgräber sind langovale Gruben, die mit Schichten von Steinen gefüllt sind. Das Totenhaus erscheint als etwa 0,3 m tiefe, quadratische Grube mit Spuren vertikaler Pfosten. Dies kann ein Indikator dafür sein, dass das „dødehus“ das eigentliche Grab war. Die paarweisen Gruben könnten für Tieropfer bestimmt gewesen sein, denn in einigen Fällen fand man Zähne und Knochen von Rindern an deren östlichem Ende. 
Dabei ist zu beachten, und wird durch den Fund einer 22 cm langen Feuersteinaxt von Vroue Hede I + II gestützt, die einem Typ (dän. Stridsøkserne) angehört, der nicht zu den klassischen TBK-Äxten gehört, dass diese dünnbesiedelte Region laut P. V. Glob zu den ersten in Dänemark gehört, die Spuren der Schnurkeramiker aufweist.